# Avifilopluma
Avifilopluma – klad obejmujący wszystkie zwierzęta mające pióra. W przeciwieństwie do większości kladów, których nazwy definiowane są na podstawie pokrewieństwa, definicja Avifilopluma jest oparta na apomorfii, czyli cesze występującej wyłącznie w danej grupie (w tym przypadku są to pióra).

## Definicja
Termin Avifilopluma został ukuty w 2001 roku przez Jacques'a Gauthiera i Kevina de Queiroza wraz z nazwami kilku innych kladów typu apomorphy-based związanych z ptakami. Według definicji Gauthiera i de Queiroza Avifilopluma to klad pochodzący od pierwszego przedstawiciela Panaves mającego pióra homologiczne z piórami Vultur gryphus.
Według autorów piórem jest każda wydrążona nitkowata struktura wyrastająca z brodawek skórnych homologiczna z piórami współczesnych ptaków.

## Przedstawiciele
Początkowo, na podstawie skamieniałych odcisków piór, Gauthier i de Queiroz przypisali do tej grupy liczne prehistoryczne gatunki, w tym uznane przez nich za nieptasie dinozaury Sinornithosaurus i Archaeopteryx oraz Enantiornithes, z których wszystkie miały już prawdziwe pióra. Wstępnie uznali, że prymitywne pióra innych dinozaurów, takich jak Sinosauropteryx i Beipiaosaurus są homologiczne z piórami ptaków – dzięki czemu zwierzęta te także należałyby do Avifilopluma – przez co tak definiowane Avifilopluma objęłoby większość przedstawicieli kladów Maniraptora i Coelurosauria. Gauthier i de Queiroz spekulowali o obecności piór już u najstarszych teropodów. Pomysł ten uzyskał wstępne poparcie w 2009 roku, po odkryciu Tianyulong confuciusi – dinozaura ptasiomiednicznego z nitkowatymi, przypominającymi pióra strukturami pokrywającymi ciało. Zhang i współpracownicy, autorzy opisu Tianyulong, zauważyli podobieństwa pomiędzy jego piórami a piórami celurozaurów, wspierając hipotezę o homologii tych struktur z piórami współczesnych ptaków.
Niektórzy naukowcy sugerują, że struktury pokrywające ciała pterozaurów także są piórami. Jeśli hipoteza ta jest prawdziwa, pióra powstały jeszcze przed rozdzieleniem się linii rodowej archozaurów na dinozaury i pterozaury – u najbardziej bazalnego przedstawiciela kladu Ornithodira.